# Getting Away With Murder (canción)
«Getting Away With Murder» es el primer sencillo del tercer disco de Papa Roach Getting Away With Murder (2004). La letra trata al parecer del pensamiento de un asesino que llega al borde de la locura. El solo de guitarra suena maligno y dura 18 segundos (aunque el instrumento que más se aprecia es el bajo).

## Vídeo
El video muestra a la banda trabajando en la bolsa de valores; después empiezan a tocar, al parecer, en un centro de llamadas y empiezan a verse a empresarios riéndose. Aparentemente, los busca la policía (que al final del video los atrapa) mientras la banda toca, se ven en diferentes cuartos con mujeres besándoles (también se ven mujeres alrededor de la banda en el centro de llamadas). Al final la banda parecen arrepentidos de algo (se aprecia en los últimos 4 segundos del video).
También en el video se ven en las pantallas de detrás de la banda referencias a la película Juegos de Guerra, como imágenes de guerra termonuclear y el 3 en ralla.

## Versión remixada
Con motivo del lanzamiento del videojuego Gran Turismo 4 por Polyphony Digital, Papa Roach creó una versión remix de esta canción. Combina el estilo de rock original con música electrónica. El nombre oficial de esta versión es "Getting Away With Murder (Gran Turismo 4 Vrenna/Walsh remix)".

## Lista de canciones
| Sencillo |                                                |          |  |
| N.º      | Título                                         | Duración |  |
| 1.       | «Getting Away with Murder» (Versión del álbum) | 3:11     |  |
| 2.       | «Harder Than A Coffin Nail» (Not Track Álbum)  | 3:02     |  |
| 3.       | «Anxiety» (con Black Eyed Peas)                | 3:42     |  |
| 4.       | «Getting Away with Murder» (Video)             | 3:11     |  |
| 5.       | «Chronicles of Riddick Trailer» (Video)        | 0:10     |  |

| Versión para iTunes |                                                |          |  |
| N.º                 | Título                                         | Duración |  |
| 1.                  | «Getting Away with Murder» (Versión del álbum) |          |  |

## Posicionamiento en listas
| Lista (2004)                              | Posición |
| ----------------------------------------- | -------- |
| Alemania (Media Control Charts)           | 38       |
| Austria (Ö3 Austria Top 40)               | 28       |
| Estados Unidos (Billboard Hot 100)        | 69       |
| Estados Unidos (Mainstream Rock Tracks)   | 2        |
| Estados Unidos (Modern Rock Tracks)       | 4        |
| Reino Unido (The Official Charts Company) | 45       |
| Países Bajos (Mega Single Top 100)        | 89       |